# José Vaz
  José Vaz    (Benaulim, 21 d'abril de 1651 - Kandy, 16 de gener de 1711) fou un sacerdot catòlic, membre de la Congregació de l'Oratori de Sant Felip Neri. És venerat com a sant per l'Església Catòlica. Per la seva tasca missionera, és conegut com a "apòstol de Ceilan" (actual Sri Lanka).

## Biografia

### Joventut
Tercer de sis fills, va néixer el 1651 a Benaulim, el poble de sa mare. Els seus pares, Cristóvão Vaz i Maria de Miranda, eren catòlics. Va ser batejat el vuitè dia a la parròquia de Sant Joan Baptista de Benaulim pel sacerdot Jacinto Pereira. Va assistir a l'escola primària a Sancoale: hi aprengué portuguès, com també llatí a Benaulim. En ésser bon alumne, son pare va decidir d'enviar-lo a Goa Vella per seguir estudiant i va fer-hi retòrica i humanitats a la universitat jesuïta. Després va estudiar filosofia i teologia al Col·legi de Sant Tomàs d'Aquino de la mateixa Goa.
El 1675, Vaz va ser ordenat diaca i, l'any següent, sacerdot per l'arquebisbe de Goa António Brandão. Poc després, va començar a caminar descalç per tal de viure com els pobres i va adquirir fama de predicador popular i confessor. Va obrir una escola de llatí a Sancoale per als futurs seminaristes. El 1677, es va consagrar com un "esclau de Maria ".

### Canara (1681-1687)
Va voler servir com a missioner a Ceilan i va presentar-ne la sol·licitud al capítol de la catedral, que administrava la diòcesi després de la vacant produïda per la mort de Brandão el 6 de juliol de 1678. El capítol, però, li va proposar anar a Canara, on tenien un conflicte amb les autoritats locals, que estaven sota la jurisdicció de la Congregació per a l'Evangelització dels Pobles. Vaz va ser designat arxiprest de Canara el 1681 i enviat per tal d'afirmar la jurisdicció del Padroado de Goa sobre la de Propaganda Fide.
En arribar, es va trobar amb una situació complicada, ja que el bisbe de Canara, Thomás de Castro, havia estat nomenat pel papa Climent X el 30 d'agost de 1675, però no havia estat reconegut per l'arquebisbe anterior de Goa, per la qual cosa, malgrat el nomenament papal, hi havia un conflicte de competències. Uns i altres es van excomunicar mútuament i els dos bàndols tenien prohibit rebre els sagraments dels sacerdots del grup rival, sota pena d'excomunió.
Vaz va treballar per posar-hi pau. Va aconseguir, en una reunió amb Thomás de Castro, una treva a l'espera d'una carta del papa Innocenci XI.
Mentre hi era (1681-1684), Vaz va fer activitats missioneres a Mangalore, Basrur, Barkur, Mulk, Kallianpur i altres zones, reactivant la fe d'una comunitat catòlica molt dispersa. Va reconstruir la catedral de Nostra Senyora del Rosari de Mangalore i va construir noves esglésies a Honavar, Basrur, Kundapura i Gangolim. També va instituir escoles a pobles propers.
Va establir un gran nombre de confraries a Canara, que celebraven periòdicament festes amb gran pompa, amb la intenció que, com que hi havia pocs sacerdots, els catòlics es reunissin i formessin comunitats. Feia construir barraques perquè els catòlics locals s'hi reunissin i preguessin junts. En gran manera, això va contribuir a mantenir viu i animar el fervor religiós.
Va adquirir fama de santedat. Defensava els més pobres i començaren a atribuir-se-li miracles. Una llegenda local diu que mentre era rector de la parròquia de Nostra Senyora de la Misericòrdia de Paneer, a pocs quilòmetres de Mudipu (Bantwal), un grup d'hindús van arribar a la nit, demanant-li que els acompanyés a administrar l'extrema unció a un feligrès malalt al barri de Mudipu. En realitat, volien matar-lo, però José s'agenollà i començà a brollar aigua del terra i els conjurats es van espantar i van marxar.
El nou arquebisbe, Manuel de Sousa e Menezes, va arribar a Goa disgustat per l'acord que Vaz havia fet amb el bisbe de Canara: per això, quan Vaz va demanar permís per a tornar a Goa, li fou denegada i no i pogué tornar fins que, el 1684, morí l'arquebisbe.
En tornar a Goa, va passar temps predicant als pobles dels voltants. S'uní a un grup de sacerdots que havien decidit de viure junts en una comunitat religiosa. El grup fou formalment erigit com una comunitat de la Congregació de l'Oratori de Sant Felip Neri el 25 de setembre de 1685 i era la primera comunitat nascuda a la diòcesi. Van fer-se càrrec de l'Església de la Santa Creu dels Miracles, on van establir-ne la residència. Vaz en fou el primer rector.

### Sri Lanka (1687-1711)
En assabentar-se de la situació angoixant dels catòlics de Ceilan, que feia anys que no tenien cap sacerdot, va decidir d'anar-hi. Però fou nomenat superior de la missió de Canara, càrrec que va ocupar durant tres anys. El 1686, Vaz va obtenir permís per a renunciar al càrrec i anar a Ceilan. De camí, al regne de Keladi, va atendre uns mesos les necessitats espirituals dels cristians locals. Disfressat de captaire, va arribar al port de Thoothukudi el diumenge de Pasqua de 1687, on s'embarcà.
En arribar a Jaffna, ja al Ceilan, Vaz va trobar que les autoritats holandeses, de fe calvinista, prohibien la presència de sacerdots catòlics. Disfressat i descalç com un sanniasin indi, feia la seva feina en la clandestinitat. El 1689, al poble de Sillalai, on els catòlics eren nombrosos, Vaz va aconseguir de reviure l'esperit dels fidels. En 1690, es va veure obligat a marxar a Puttalam, on va treballar un any.
En 1692, es va instal·lar a Kandy, capital de l'independent regne de Kandy. Primer, el van prendre per un espia portuguès i fou empresonat amb altres dos catòlics. Hi va aprendre singalès, va fer una capelleta a la presó i va començar a convertir altres presos. Ja deslliurat, va visitar la missió de les zones controlades pels neerlandesos i els catòlics de Colombo. Tres missioners oratorians de Goa van arribar el 1697 per ajudar-ho, amb la notícia que Pedro Pacheco, bisbe del Cochin havia designat Vaz com a vicari de Ceilan. Ell estava organitzant l'estructura bàsica de la missió, quan la verola va esclatar a Kandy. El seu treball amb els malalts va convèncer el rei per deixar fer a Vaz. Així, va poder portar la missió als principals centres de l'illa.
Va tornar a Kandy el 1699, amb un company sacerdot, José de Carvalho, que havia estat expulsat per instigació de monjos budistes. Va acabar la construcció d'una nova església i va estar al servei del rei, traduint llibres portuguesos al singalès. Vaz va convertir al catolicisme alguns notables singalesos. Nous missioners van arribar-hi el 1705, la qual cosa va permetre d'organitzar la missió en vuit districtes, cadascun dirigit per un sacerdot. Va treballar perquè els fidels tinguessin textos de devoció i perquè el govern neerlandès respectés els drets dels catòlics. Va declinar humilment l'oferta que se li va fer el 1705 per a ésser bisbe, ja que preferia continuar essent missioner. Per això, sovint, se'l representa amb una mitra al seu costat.
El rei Vimaladharmasurya II, el seu protector, morí el 1707, però continuà tenint el suport del sucessorVira Narendra Sinha. Hi arribaren nous missioners el 1708. El 1710, malgrat els problemes de salut, Vaz començà un nou viatge de missió; en tornar-ne, caigué malalt i no se'n recuperà: morí el 16 de gener de 1711 a Kandy, amb 59 anys. La missió fou continuada per Jacome Gonsalves.

## Canonització
El novembre de 2013, el patriarca Filipe Neri Ferrao va declarar que la causa de canonització de Vaz havia arribat a un "moment crucial". El papa Francesc va prescindir del segon miracle prescrit al procediment i el va canonitzar el 14 de gener del 2015 La seva festivitat és el 16 de gener, aniversari de la mort del sant.